# 恐慌
恐慌（きょうこう、英: crisis、独: Wirtschaftskrise）は、景気循環の過程のうち、好況局面で突如発生する深刻な景気後退である。経済学の研究分野の1つである。マルクス経済学では、資本主義経済に固有の現象として恐慌を重視する。

## 概要
19世紀には恐慌が頻繁に起きていた。20世紀前半には世界恐慌が起きた。20世紀後半には財政政策の成果などもあり、凄惨な恐慌はあまり見られなくなったとされていた。政府や中央銀行当局のマクロ経済学に関する研究も蓄積され、適切な金融政策を執ることによって深刻な恐慌は回避できると考えるのが一般的であった。
サブプライム住宅ローン危機をきっかけに、リーマン・ブラザーズが破綻するなどして世界金融危機が起きると、続く世界規模の大幅な景気後退を併せて世界恐慌と呼ぶことが多くなり、今日においても深刻な恐慌は起こるというのが常識になった。

## マルクス経済学の恐慌論
カール・マルクスは、恐慌局面にある資本主義の様々な諸現象（信用制度の崩壊、企業・銀行倒産、失業者の増大等）のうち、根本的な現象を過剰生産ととらえた。そして恐慌現象の本質を、資本主義に内在する基本的矛盾から発生する諸矛盾の爆発であり、この爆発を通じた強制的な内的統一性の回復の局面である、と把握した。
「世界市場恐慌は、ブルジョア経済のあらゆる矛盾の現実的総括および強力的調整として理解されなければならない。」（マルクス『剰余価値学説史』Ⅱ、全集26巻第2分冊、689ページ。

### 生産と消費の矛盾
資本主義の基本的矛盾とは、部分的ではない一般的な過剰生産傾向を生む生産と消費の矛盾である。
資本は一方では、資本家の衝動としてはより多くの利潤を得るために、また諸資本間の競争による蓄積の強制によって、生産力をどこまでも発展させようとする傾向をもっている。資本は他方では、賃金労働者の賃金を、生活必需品の範囲の最低限にまで制限しようとする傾向をもっている。無制限の生産力の発展と、労賃によって制限された大衆の消費力とは、資本がいくら商品を生産しても、消費制限のために売れないという、過剰生産傾向を生む。この生産と消費の矛盾は、資本が自ら生み出し、資本につきまとう恒常的な矛盾（生きている矛盾）であり、恐慌の発生根拠となる。
「すべての現実の恐慌の究極の根拠は、どこまでも、資本主義的生産の衝動に対比しての、すなわち、あたかもその限界をなすのはただ社会の絶対的な消費能力だけであるかのように生産諸力を発展させようとする衝動に対比しての、大衆の窮乏と消費制限なのである。」（マルクス『資本論』第三部）

### 恐慌と過剰資本の価値破壊
恐慌局面では、企業倒産、株価下落、信用制度崩壊、デフレーション等を通じて、多すぎる資本（過剰資本）の価値が破壊され、社会的総資本の量が縮小する。この結果、消費制限に対して過剰となっている生産力が破壊され、消費と生産の均衡が取り戻される。過剰資本とは、利潤率が低いために資本として運動できない資本のことである。生産力の上昇は資本の有機的構成の高度化をもたらし、利潤率の傾向的低下をもたらして(利潤率の傾向的低下の法則)、過剰資本を生み出す。恐慌は過剰な資本と生産力を破壊して、資本による生産の再活性化を準備する。すなわち景気回復するためには、恐慌による過剰資本の価値破壊が必要条件となる。この意味では、恐慌は資本主義的生産の総過程を更新するプロセスであり、資本の生命力の発露である。
旧ソ連の教科書的なマルクス主義経済学では、恐慌を資本主義の全般的危機の現われであるとしていたが、これはマルクスの理解とは異なる。恐慌そのものは資本主義の諸矛盾の爆発であるが、恐慌がそのまま資本主義体制の危機につながらないことは、これまでの資本主義経済の歴史を見ても明らかである。マルクスによれば恐慌は資本主義が理想的な経済体制ではないこと、資本主義的生産関係が生産力の発展にとって桎梏となっていること、資本主義は永遠ではなく歴史的に一時的に成立する経済関係にすぎないこと、を示す現象にすぎない。

### 資本による消費制限の突破
賃金労働者の消費制限による市場の限界は、資本が自分に与えた制限-内的制限-である。資本はこの制限を突破するために、様々な方法を駆使する。
- 資本家や富裕層による奢侈品の消費、すなわち浪費はその一つの方法である。
- 利益の再投資すなわち資本蓄積は、支払賃金の増大による労働者の生活手段の消費拡大とともに生産手段の消費拡大をもたらす。
- 資本は新たな使用価値を開発し、それに対する人々の欲望を喚起することを通じて、社会的欲望の限界による消費制限を突破しようとする。
- 国家の財政出動（ケインズ政策）は、租税収入や国債発行による資金を支出し国家が買い手となることによって、巨大な消費をつくりだす。軍事費に国家予算を投じることによって経済成長が可能であるとするのが、軍事ケインズ主義である。また、グリーン・ニューディールなど、環境対策に国家予算を投じて市場を拡大しようとするのが環境ケインズ主義である。賃金労働者の生活安定のために国家財政を投じる社会保障制度は、賃金労働者の消費能力を増大させて国内市場を大きくする。ベーシックインカムなどの最低限所得保障政策は、生存権保障だけでなく貧困者の消費拡大による経済的効果も見込まれている。
- なお、ケインズ経済学に対置されるサプライサイド経済学の政策は、資本間の競争を自由化し企業倒産やM&Aを促し、生産の集中・集積と過剰資本の価値破壊を促すことによって、利潤率の回復を促して景気回復をはかろうとするものである。生産と消費の矛盾に対して、消費を拡張するのでなく、意図的に過剰生産を調整しようとする。失業者や非正規雇用の増大によって国内市場が縮小するなど、副作用も大きい。
- 貿易は、狭い自国市場の制限を越えて海外市場での販売を可能にする(ただし外国資本との摩擦を生む)。国内市場の制限を突破して海外市場を求める資本の国際的運動は、国境の垣根を低くし世界市場をつくりだす。EU（欧州統合）も各国の狭い消費市場をこえた巨大な統一市場を創出する試みである。
- 貿易とケインズ政策が結びつく場合もありうる。政府開発援助は、先進国国家の財政出動によって先進国企業のための市場を途上国でつくりだす政策である。
- 消費者信用は、生活費に限定された賃金労働者の低い賃金の制限を超えることを可能にする。ただし、世界金融危機の発端となったアメリカのサブプライムローン問題に見られるように、借金による消費拡大はあくまでも一時的なものであって、生産と消費の乖離を大きくする。一般に、様々な信用制度の発展は、貨幣量の制限を超えた消費をつくりだして好況時には生産に刺激を与えるが、生産と消費の矛盾を大きくし、恐慌の規模を深刻なほど大きなものとする。

このように様々な方法を駆使して資本が消費制限を突破しうる間は、恐慌は起こらず、好景気はつづく。しかしその間にも生産力の上昇はつづく一方で、消費制限の拡大方法には限りがあり、生産と消費は乖離して矛盾が蓄積されていく。19世紀資本主義では、以上のような消費制限突破の諸手段は未発達であり、10年周期の周期的恐慌現象として現れた。20世紀資本主義においては、兌換貨幣から不換貨幣への移行と管理通貨制度の採用によって、国家の財政出動の能力が飛躍的に高まったこと、帝国主義時代における植民地市場の獲得、第二次世界大戦後のドル体制のもとでの外国貿易の発達によって消費制限が飛躍的に拡大し、景気循環は長期化し、国際的な相互依存が強まっている。また、1929年恐慌(世界恐慌)や2008年恐慌(世界金融危機 (2007年-2010年))のように、ひとたび恐慌が起こればグローバルな規模で激烈な長引くものとなっている。

### マルクス恐慌論の方法をめぐって-恐慌の可能性の現実性への転化
マルクス経済学者は「恐慌の必然性」を論証する、という問題の立て方をしてきた（たとえば富塚良三『恐慌論研究』）。しかし、マルクス恐慌論研究者の久留間鮫造は、マルクスの文章を主題別に抜粋する『マルクス経済学レキシコン』を編纂し、恐慌についてマルクスが何を述べているかを調べ上げた。そして、マルクスは「恐慌の必然性」という言い方をどこでもしていない。マルクスは「恐慌の可能性を現実性に転化させる諸契機」と表現しているのであって、「恐慌の必然性」という不明瞭な表現をするべきではない、と述べている（久留間鮫造『マルクス経済学レキシコンの栞』）。恐慌は、資本の基本的矛盾が究極の根拠となって起こるものであるが、この根拠も可能性にすぎない。いつでも生産と消費の矛盾は存在するが、恐慌になる場合もあればならない場合もある。恐慌とは、この根拠の上に様々な諸条件がそろったときに初めて可能性が現実性に転化して発生する資本主義の総合的な現象である。「恐慌の必然性」という把握の仕方では、マルクスの恐慌論の内容が不明確になる。これが久留間鮫造の主張の要旨であり、『資本論の方法』を著してマルクスの用いた弁証法的論理学の方法を研究した見田石介もこれを支持した。

### その他の諸学説
1. 不比例説
2. 過少消費説

不比例説は生産の無政府性により生産と消費が不均衡になるため起こるとするものであり、ミハイル・トゥガン=バラノフスキー、ルドルフ・ヒルファーディングによって主張された。過少消費説は大衆の消費不足と資本家の消費制限から説くものでありジャン=シャルル=レオナール・シモンド・ド・シスモンディ、ヨハン・ロードベルトゥス、ニコライ・ブハーリン、カール・カウツキー、また最近の経済学者ではポール・スウィージーやポール・A・バランによる。
経済学者のスティーヴン・ランズバーグは恐慌下の生活には、
1. 生涯消費が減る
2. 劣悪な消費パターンを強制される

という2つの短所があるとしている。

## 過去の恐慌

### 19世紀
- 1837年恐慌
- 1857年恐慌
- 1873年恐慌
- 1893年恐慌

### 20世紀
- 1901年恐慌
- 1907年恐慌
- 世界恐慌
- 昭和恐慌